# Fatty petroliere
Fatty petroliere (Gasoline Gus) è un film muto del 1921 diretto da James Cruze. La sceneggiatura si basa sul racconto Gasoline Gus di George Patullo, pubblicato il 4 dicembre 1920 sul Saturday Evening Post e dal racconto Dry Check Charlie, sempre a firma di Patullo.

## Trama
Un fessacchiotto riesce a fare un milione di dollari con un falso pozzo petrolifero.

## Produzione
Il film fu prodotto dalla Famous Players-Lasky Corporation dal 21 marzo al 14 aprile 1921.

## Distribuzione
Distribuito dalla Famous Players-Lasky Corporation e dalla Paramount Pictures, il film uscì nelle sale USA il 20 agosto 1921. Fu ritirato dal Grauman's Theater e dalla distribuzione negli Stati Uniti nel settembre 1921 dopo lo scandalo per la morte di Virginia Rappe in cui fu coinvolto Roscoe 'Fatty' Arbuckle.
In Spagna, il film prese il titolo Fatty, nuevo rico; in Finlandia, uscì il 17 marzo 1924, mentre in Italia venne distribuito nel settembre 1925 dalla Artisti Associati.